# Национальный день ядерных технологий (Иран)

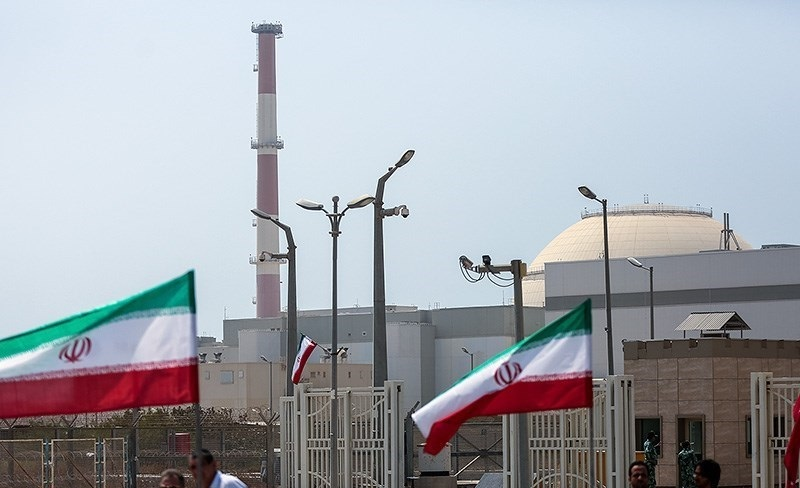
Атомная электростанция в Бушире

Национальный день ядерных технологий (перс. روز ملی فناوری هسته ای‎) — иранский праздник, который отмечается 9 апреля (20 фарвардина по иранскому календарю).

## История праздника
Национальный день ядерных технологий был учрежден 9 апреля 2006 года в связи прогрессом Ирана в области ядерных технологий. Каждый год 9 апреля проходит официальная церемония, на которой оглашаются новейшие достижения иранской науки в данной области.
В 2010 году в рамках церемонии в честь праздника были представлены первый образец новейшего ядерного топлива иранского производства и модель центрифуги для обогащения урана третьего поколения.

## История ядерной энергетики в Иране
В 1950-х годах во время правления шаха Мохаммада Резы Пехлеви был основан Атомный центр Тегеранского университета. В 1957 году Иран подписал Соглашение о мирном использовании ядерной энергетики. В соответствии с этим документом США обязалась поставить в Иран ядерные установки и оборудование, а также подготовить своих специалистов для работы в Иране.
В 1958 году страна стала членом МАГАТЭ. А в 1963 году Иран подписал Договор о запрещении ядерного оружия в атмосфере, космическом пространстве и под водой. На 1970 год приходится подписание страной Договора о нераспространении ядерного оружия.
В 1973 году Иран подписал с МАГАТЭ договор о всеобъемлющих гарантиях. В 1974 году им было подписано дополнительное соглашение о содействии проверкам МАГАТЭ на своих объектах. С этого года начинается активное сотрудничество Ирана с некоторыми западными странами в области атомной промышленности.
Также В 1974 г. для воплощения в жизнь программы развития иранской атомной энергетики была образована Организация по атомной энергии Ирана (ОАЭИ).
После Исламской революции 1979 года развитие атомной промышленности в Иране сильно замедлилось. Только в 1995 году Иран и Россия заключили соглашение о сооружении АЭС в Бушире. В начале 2006 года Иран возобновил ядерные исследования, неуклонно наращивая ядерные амбиции. На сегодняшний день Иран продолжает исследования, добычу тяжелой воды и перевод обогатительного центра в Фордо на производство медицинских изотопов.

## Буширская АЭС
Буширская атомная электростанция — первая в Иране АЭС, единственная АЭС на Ближнем Востоке. Использует водо-водяной атомный реактор мощностью в 1000 МВт. Строительство АЭС было начато немецким концерном Kraftwerk Union AG (Siemens/KWU) в 1975 году, но после Исламской революции в 1979 году работа была остановлена вплоть до 1995 года, когда Россия и Иран подписали контракт на завершение строительства первого энергоблока. Работы по его строительству были начаты в сентябре 1995 года.
Процесс выполнения строительно-монтажных работ и создания основного оборудования продолжался на базе российских заводов до 2009 года. Большая часть оборудования была ввезена на Буширскую АЭС в декабре 2007 года. После этого, в июне 2009 года, реактор тестировался 35 раз, а позже — с декабря по январь 2010 года — проверка повторилась. В феврале 2010 года был пройден тест на герметичность трубопровода и оборудования, а в апреле 2010 — проверка исправности теплоизоляции. После этого реактор был запущен. В сентябре 2011 года скорость турбины электростанции достигла трех тысяч оборотов в минуту и АЭС впервые была подключена к национальной электрической сети.
В сентябре 2012 года реактор стал использоваться на полную мощность, и АЭС поставляла в национальную электрическую сеть 1000 МВт энергии. В конце концов, в октябре 2013 года первый энергоблок был передан в распоряжение Ирана; началась выработка электроэнергии в коммерческих целях. Радиоактивное сырье в реакторе менялось дважды — в феврале 2014 и сентябре 2015 года. На данный момент идут работы по строительству второго реактора.